# Karsten Volkmann

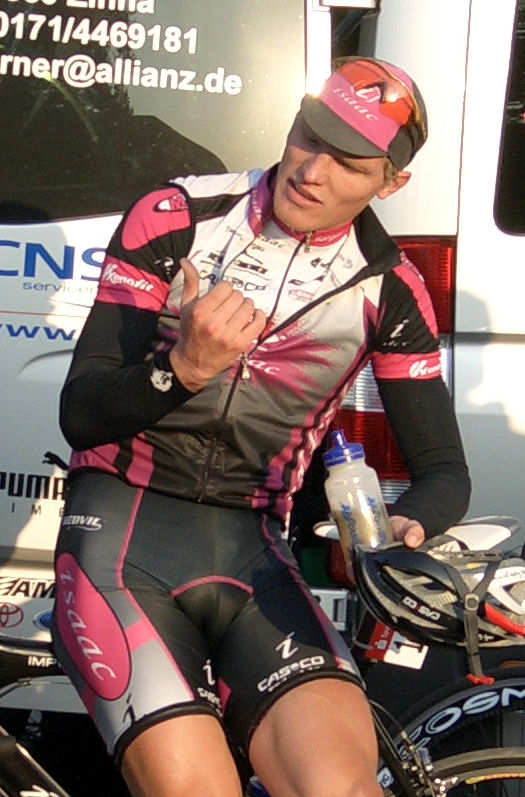
Karsten Volkmann

Karsten Volkmann (* 1. September 1978 in Zschopau) ist ein deutscher Radrennfahrer.
Karsten Volkmann fuhr zwischen 2002 und 2008 bei internationalen Radsportteams, zuletzt beim Team Isaac und anschließend bei der Vereinsmannschaft Team Isaac Torgau.
Zu seinen größten Erfolgen zählen die Siege bei den Eintagesrennen Berlin-Bad Freienwald-Berlin 2004 sowie 2005 und 2008 bei Rund um den Sachsenring, einem Rennen der UCI Europe Tour. Volkmann siegte 2004 zum Saisonauftakt im Rennen Berlin–Bad Freienwalde–Berlin. Im Eintagesrennen Rund um das Muldental war er 2009 erfolgreich.

## Erfolge
2005
- Rund um den Sachsenring

2008
- Rund um den Sachsenring

## Teams
- 2002 LTA-Quattro Logistics
- 2003 Rose Versand-Merlin Logistic
- 2004 VC Frankfurt Radteam-Brügelmann
- 2005 RSH (ab 27.06.)
- 2006 Continental Team Milram
- 2007–2008 Team Isaac